# Tallbergssluttningarna naturreservat
Tallbergssluttningarna naturreservat är ett naturreservat i Nordmalings kommun i Västerbottens län.
Området är naturskyddat sedan 2024 och är 157 hektar stort. Reservatet ligger nordost om Nyåker och består av en sträcka av Öreälven, med flodpärlmusslor, lax och utter, som omges av lövskog och hällmarkstallskog på Glödberget.